# Daedaleopsis
Daedaleopsis is een geslacht van schimmels behorend tot de familie Polyporaceae. De typesoort is Daedaleopsis confragosa.

## Soorten
Volgens Index Fungorum telt het geslacht 11 soorten (peildatum februari 2023):
| Soortnaam                                   | Auteur(s)                           | Publicatiejaar |
| ------------------------------------------- | ----------------------------------- | -------------- |
| Daedaleopsis africanus                      | Ryvarden                            | 2019           |
| Daedaleopsis conchiformis                   | Imazeki                             | 1943           |
| Daedaleopsis confragosa (Roodporiehoutzwam) | (Bolton) J. Schröt.                 | 1888           |
| Daedaleopsis hainanensis                    | Hai J. Li & S.H. He                 | 2016           |
| Daedaleopsis nipponica                      | Imazeki                             | 1943           |
| Daedaleopsis nitida                         | (Durieu & Mont.) Zmitr. & Malysheva | 2013           |
| Daedaleopsis papyraceoresupinata            | (S. Ito & S. Imai) Imazeki          | 1943           |
| Daedaleopsis pergamenea                     | (Berk. & Broome) Ryvarden           | 1984           |
| Daedaleopsis septentrionalis                | (P. Karst.) Niemelä                 | 1982           |
| Daedaleopsis sinensis                       | (Lloyd) Y.C. Dai                    | 1996           |
| Daedaleopsis tricolor (Roodplaathoutzwam)   | (Bull.) Bondartsev & Singer         | 1941           |